# Миролюбівська сільська рада (Житомирський район)
Миролюбівська сільська рада (до 1960 року — Розкопано-Могильська сільська рада) — колишня адміністративно-територіальна одиниця та орган місцевого самоврядування у Іванківському (Левківському), Троянівському, Коростишівському і Житомирському районах Волинської округи, Київської й Житомирської областей Української РСР та України з адміністративним центром у с. Миролюбівка.

## Населені пункти
Сільській раді були підпорядковані населені пункти:
- с. Миролюбівка
- с. Леонівка
- с. Червоний Степок

## Населення
Відповідно до результатів перепису населення СРСР, кількість населення ради, станом на 12 січня 1989 року, становила 818 осіб.
Станом на 5 грудня 2001 року, відповідно до перепису населення України, кількість мешканців сільської ради становила 828 осіб.

## Склад ради
Рада складалася з 16 депутатів та голови.

### Керівний склад сільської ради
| ПІБ                     | Основні відомості                                                         | Дата обрання | Дата звільнення |
| ----------------------- | ------------------------------------------------------------------------- | ------------ | --------------- |
| Дубовий Микола Іванович | Сільський голова, 1949 року народження, освіта, безпартійний              | 26.03.2006   | 31.10.2010      |
| Дубовий Микола Іванович | Сільський голова, 1949 року народження, освіта вища, член Партії регіонів | 31.10.2010   |                 |

Примітка: таблиця складена за даними джерела

## Історія
Створена 27 червня 1925 року в складі Левківського (згодом — Іванківський) району Житомирської (згодом — Волинська) округи як Розкопано-Могильська сільська рада, в с. Розкопана Могила Ляховецької сільської ради Андрушівського району Бердичівської округи. З 23 травня 1928 року в підпорядкуванні значився хутір Червоний Степок, з 1 вересня 1946 року — х. Леонівка.
Станом на 1 вересня 1946 року сільська рада входила до складу Троянівського району Житомирської області, на обліку в раді перебували с. Розкопана Могила та хутори Леонівка і Червоний Степок.
На 1 січня 1972 року сільська рада входила до складу Житомирського району Житомирської області, на обліку в раді перебували села Леонівка, Миролюбівка та Червоний Степок.
5 серпня 1960 року, відповідно до рішення Житомирського облвиконкому № 824 «Про перейменування деяких сільських рад в районах області», сільську раду перейменовано на Миролюбівську в зв'язку з перейменуванням адміністративного центру ради на с. Миролюбівка. 12 листопада 1975 року, відповідно до рішення Житомирського облвиконкому № 490 «Про зміни адміністративного підпорядкування села Березине Іванківської сільради Андрушівського району», підпорядковано с. Березине Іванківської сільської ради Андрушівського району Житомирської області. 9 грудня 1985 року с. Березине зняте з обліку.
Ліквідована 31 січня 2020 року через приєднання до складу Станишівської сільської територіальної громади Житомирського району Житомирської області.
Входила до складу Іванківського (Левківського, 27.06.1925 р.), Троянівського (15.09.1930 р.), Житомирського (28.11.1957 р., 4.01.1965 р.) та Коростишівського (30.12.1962 р.) районів.